# هیپولیتا
هیپولیتا یا هیپولیته (به انگلیسی: Hippolyte یا Hippolyta) در اسطوره‌شناسی یونانی، زنی زیبا و قدرتمند با نام‌های بسیار که یکی از ملکه‌های آمازون بود. آمازون‌ها زنان سلحشور و بلندقامتی بودند که از نوادگان آرس، خدای جنگ به‌شمار می‌رفتند. آن‌ها گاهی برای بقای نسل با مردهای قوم‌های دیگر ملاقات می‌کردند، اما فقط دخترها را بزرگ، و پسرها را می‌کشتند. هیپولیتا دارای کرستی (گیردل) سحرآمیز بود که از پدر خود آرس گرفته بود. کرست به مانند کمربندی بود که نشانهٔ قدرت او به عنوان ملکه آمازون‌ها بود. داستان‌های زیادی دربارهٔ هیپولیتا وجود دارد که هرکدام دارای پایان متفاوتی نیز هست. به‌طور مثال، در تفاسیر مختلف او یا توسط تسئوس، پسرش، هراکلس و حتی خواهرش پانته‌زیله (یکی دیگر از ملکه‌های آمازون) کشته شده‌است. اما هیپولیتا بیشتر برای نقشی که در افسانه‌های هراکلس و تسئوس دارد، شناخته شده‌است.

## افسانه‌ها و شاهکار نهم هراکلس
هیپولیتا در افسانه‌ها برای اولین بار وقتی ظاهر شد که توسط تسئوس ربوده شد. تسئوس کسی بود که یا در حال همراهی کردن هراکلس در خوان نهم او که به دست آوردن کرست هیپولیتا برای دختر ائوروستئوس علیه آمازون‌ها بود، یا خسته شده و به دنبال کاری می‌گشت تا او را سرگرم کند (عموماً این نظریه به این صورت تصویب شده که تسئوس راه خودش را درپیش داشته‌است). در بیشتر نسخه‌ها آمده‌است که هیپولیتا تحت تأثیر قدرت هراکلس قرار گرفت و کرست خود را بدون هیچ دردسر و مشاجره‌ای به او داد. بعد از به دست آوردن کرست توسط هراکلس، تسئوس به همراه تلامون، آنتیوپ یکی از خواهران هیپولیتا را ربودند و بعد از این ماجرا آمازون‌ها به آن‌ها حمله کردند، اما هراکلس و تسئوس به همراه کرست و آنتیوب از آنجا گریختند. در تفسیر دیگری بعد از اینکه هراکلس با کشتی به آمازون رسید، هیپولیتا برای خوشامدگویی به کشتی او رفت تا کرست خود را نیز به هراکلس تقدیم کند. هرا که از این موضوع ناراضی بود، برای متوقف کردن او خود را شبیه یکی از زن‌های آمازون ساخت و در سرزمین آن‌ها با گریه فریاد کشید: هراکلس قصد ربودن ملکه را دارد. آمازون‌ها برای رهاندن هیپولیتا به سوی کشتی شتافتند. در این میان هراکلس از ترس اینکه هیپولیتا به او خیانت کند به سرعت او را کشت، کرست را از بدنش جدا کرد و بادبان‌ها را بالا کشید و از آنجا گریخت.
در نسخه‌ای دیگر وقتی تسئوس وارد سرزمین آمازون شد، آن‌ها از او نفرت نداشتند، بنابراین هیپولیتا همراه با هدایایی به کشتی او رفت. به محض اینکه سوار کشتی شد، تسئوس بادبان‌ها را به سمت آتن بالا کشید و ادعا کرد ملکه عروس اوست.
این حرکت تسئوس مانند جرقه‌ای باعث شعله‌ور شدن جنگ "Amazonomachy" شد؛ نبردی بزرگ میان آتنی‌ها و آمازونی‌ها. بیشتر پهلوانان اساطیر یونان در این جنگ حضور داشتند، و تسئوس هم از این نبرد جا نماند. به یکباره زنان جنگجو بادبان‌ها را به سمت آتن بالا کشیدند تا ملکهٔ خود را از این ازدواج اجباری نجات دهند. تسئوس سلامت به آتن رسید و شروع به آماده‌سازی جشن و مراسم ازدواج کرد. در حالی که آمازون‌ها فقط چند ساعت از تسئوس عقب بودند، در زیر تاریکی شب به آتن رسیدند و خود را برای یک حملهٔ غافلگیرکننده آماده ساختند. آن‌ها به سمت قصر راه افتادند و به سرعت هیپولیتا را از قلعه بیرون کشیدند چرا که مراسم قرار بود در سپیده‌دم برپا شود. صبح روز بعد وقتی تسئوس از خواب بیدار شد و برای تبریک به نزد عروس آینده‌اش رفت، متوجه شد که او شبانه پا به فرار گذاشته‌است.
باآنکه هیپولیتا پسری به نام هیپولوتس برای تسئوس به دنیا آورد، او را بیرون انداخت هنگامی که تسئوس به فدرا نظر پیدا کرد. هیپولیتای تحقیرشده به آمازون بازگشت، حال آنکه هیپولیتوس مشکلاتی با مادر ناتنی خود داشت. (در برخی منابع تسئوس را در نور مطلوبی نقاشی کرده‌اند، و گفته‌اند هیپولیتا قبل از اینکه تسئوس و فایدرا با هم ازدواج کنند مرده بود)